# Trałowce projektu 266M
Trałowce projektu 266M (ME) – seria trałowców morskich konstrukcji radzieckiej z końcowego okresu zimnej wojny. Nosiły niejawną nazwę kodową typu Akwamarin, a w kodzie NATO oznaczone były jako Natya. Budowane od lat 70. dla marynarki ZSRR w wersji 266M, a następnie także w wersji eksportowej 266ME.

## Historia
Trałowce projektu 266M stanowiły dalsze rozwinięcie okrętów projektu 266, zaliczane do trzeciego pokolenia radzieckich powojennych trałowców. W stosunku do projektu 266 zwiększono rozmiary kadłuba – długość wzrosła o prawie 9 metrów (z 52,1 do 61 m), a wyporność o ok. 200 ton, co umożliwiło zastosowanie nowszego wyposażenia. Literą M oznaczano w ZSRR modernizacje bazowego projektu. Projekt zmodernizowanych okrętów powstał w 1965 roku w Zachodnim Biurze Projektowo-Konstrukcyjnym (Zapadnoje PKB) pod kierownictwem T. Pochoduna, a następnie N. Piegowa. Klasyfikowane były jako trałowce morskie, stanowiąc największe z rosyjskich trałowców.  Okręty tego typu stanowiły podstawowy typ morskich trałowców pod koniec istnienia ZSRR i przeznaczone były do poszukiwania i niszczenia min w dalszej i bliższej strefie morskiej, osłony konwojów i operacji desantowych oraz służby patrolowej. Były to jednak typowe trałowce, przeznaczone do niszczenia min po przepłynięciu nad nimi, bez środków do niszczenia min przed okrętem, jakie miały pojawiające się w tym okresie niszczyciele min. W kodzie NATO oznaczone zostały jako typ Natya, jeden okręt proj. 266DM z aluminiowym kadłubem jako Natya II, a radzieckie okręty proj. 266ME, odróżniające się działkami systemu Gatlinga, jako Natya III. Pierwszy okręt „Siemion Roszal” wszedł do służby w 1970 roku.
Zbudowano 31 okrętów projektu 266M dla marynarki ZSRR, w tym 26 zbudowała Stocznia Średnio-Newska (Sriednie-Niewskij Sudostroitielnyj Zawod) w Lenigradzie, a pięć stocznia w Chabarowsku (Chabarowskij Sudostroitielnyj Zawod). Jeden dalszy („Striełok”) ukończono jako okręt poszukiwawczo-badawczy proj. 02666 . Dla Indii zbudowano 12 trałowców proj. 266ME, dla  Libii – 8, dla Syrii – 1. Zbudowano także po jednym trałowcu dla Jemenu i Etiopii. Według części źródeł, jeden radziecki trałowiec proj. 266 sprzedano dla Wietnamu. Dla Wietnamu budowano też pięć trałowców proj. 266ME, lecz zamówienie anulowano i cztery weszły w skład floty radzieckiej (w tym jeden ukończony jako zmodyfikowany proj. 02668), a piąty rozebrano.

## Opis
Okręty miały kadłub z podwyższonym pokładem dziobowym ciągnącym się na ok. 2/3 długości. Kadłub wykonany był ze stali małomagnetycznej. Dziobnica była silnie wychylona, a pokład na dziobie i rufie wznosił się. Rufa była pawężowa. Dwukondygnacyjna nadbudówka z oszklonym zakrytym pomostem dowodzenia była silnie wysunięta do przodu, a na jej dachu w tylnej części był pojedynczy maszt kratownicowy. Pojedynczy komin znajdował się nieco za środkiem długości okrętu. Na dziobie przed nadbudówką oraz na końcu śródokręcia – na skraju wydłużonego pokładu dziobowego znajdowały się umieszczone na podwyższeniach wieżyczki działek AK-230. Na rufie, pod końcem pokładu dziobowego, była obudowana wciągarka trałowa.
Wyporność standardowa okrętów proj. 266M wynosiła 715 ton, a pełna 770 ton, natomiast dla proj. 266ME standardowa 745 ton i pełna 800 ton.  Długość okrętów wynosi 61 m, a szerokość 10,2 m. Średnie zanurzenie wynosi 2,9 m, podawane jest też zanurzenie 3,5 m. Załogę stanowiło 68 ludzi, w tym 6 oficerów.
Siłownię stanowiły dwa silniki wysokoprężne M-503M o mocy łącznej 5000 KM. Napędzały one dwie śruby o regulowanym skoku w dyszach Korta. Prędkość maksymalna wynosiła 16,5 węzła, a ekonomiczna 12 w. Zasięg przy prędkości ekonomicznej 12 w wynosił 2000 mil morskich, a według innych źródeł 1500 Mm z zapasem paliwa 48 ton, a 2700 Mm z maksymalnym. Maksymalny zapas paliwa wynosił 80 ton. Okręty miału autonomiczność 10 dób, a 15 w przypadku proj. 266ME.
Uzbrojenie obronne stanowiły cztery armaty przeciwlotnicze kalibru 30 mm AK-230M w dwóch dwulufowych zamkniętych wieżach na dziobie i rufie, kierowanych radarem MR-104 Rys′. Zapas amunicji wynosił 4200 nabojów lub według innych źródeł 2000 nabojów. Okręty proj. 266ME nowszej budowy dla marynarki Rosji otrzymały zamiast nich dwa sześciolufowe działka rotacyjne kalibru 30 mm AK-306, z zapasem amunicji 4300 nabojów, lecz bez radaru kierowania ogniem, naprowadzane centralnym celownikiem Kołonka-219-1. Zasadnicze uzbrojenie uzupełniały cztery prostsze armaty przeciwlotnicze kalibru 25 mm 2M-3M. Rozmieszczone były w dwóch odkrytych dwulufowych stanowiskach po obu stronach komina, przy czym lewoburtowe umieszczone było z przodu komina, a  prawoburtowe z tyłu komina, za łodzią (otrzymały je nie wszystkie trałowce). Zapas amunicji do nich wynosił 2000 nabojów.
Obronę przeciwlotniczą na okrętach proj. 266M dopełniały wyrzutnie samonaprowadzających się na podczerwień pocisków przeciwlotniczych bliskiego zasięgu Strieła-2 lub Strieła-3, ale źródła są rozbieżne co do szczegółów. Na nowszych rosyjskich okrętach proj. 266ME używane były wyrzutnie Igła-1, z 20 pociskami.
Broń podwodną stanowiły dwie pięcioprowadnicowe wyrzutnie rakietowych bomb głębinowych RBU-1200 kalibru 250 mm z 30 bombami RGB-12. Okręty mogły przenosić i stawiać 8 min UDM, a według innych źródeł 7 min KMD-1000. Według części źródeł mogły też zabierać maksymalnie do 32 bomb głębinowych BB1 w przypadku zadań zwalczania okrętów podwodnych.
Okręty posiadały komplet trałów do niszczenia różnych rodzajów min: trał kontaktowy GKT-2, trał akustyczny AT-3 i trał elektromagnetyczny TEM-3M lub TEM-4. Wyposażenie ponadto stanowił kompleks KIU-3 do wykrywania i niszczenia min dennych, obejmujący holowaną platformę telewizyjno-laserową do wykrywania min i holowany pojazd z bombami do ich niszczenia. Na samej rufie okręty miały dwa charakterystyczne żurawiki KBG-5 do obsługi wyposażenia trałowego. Energię elektryczną zapewniały dwa generatory wysokoprężne po mocy po 200 kW i jeden o mocy 100 kW albo trzy o mocy 200 kW w proj. 266ME.
Okręty były wyposażone w stację hydrolokacyjną do wykrywania min MG-89 i stację hydrolokacyjną MG-35 (w projekcie 266ME: MG-35E). Anteny obu sonarów umieszczone były w wysuwanej opływce pod kadłubem (w rejonie pomostu dowodzenia). Oprócz radaru artyleryjskiego MR-104 Rys′ na szczycie masztu, okręty proj. 266M miały na maszcie radar nawigacyjny Don-2, a niektóre dodatkowo radar nawigacyjny firmy Tesla na dachu pomostu bojowego. Wyposażenie stanowiły ponadto: stacja rozpoznania radiotechnicznego Bizan′-4B, stacja zakłóceń aktywnych Tiulpan i system identyfikacji swój-obcy Nichrom-M. Jedyny okręt proj. 02668 otrzymał nowsze wyposażenie, w tym stację hydrolokacyjną Liwadija.

## Okręty
| Nazwa | Projekt                                                                      | Nr budowy*                                                                   | Wejście do służby                                                            | Uwagi, źródło danych                                                         |
| Marynarka Wojenna ZSRR / MW Federacji Rosyjskiej / Marynarka Wojenna Ukrainy | Marynarka Wojenna ZSRR / MW Federacji Rosyjskiej / Marynarka Wojenna Ukrainy | Marynarka Wojenna ZSRR / MW Federacji Rosyjskiej / Marynarka Wojenna Ukrainy | Marynarka Wojenna ZSRR / MW Federacji Rosyjskiej / Marynarka Wojenna Ukrainy | Marynarka Wojenna ZSRR / MW Federacji Rosyjskiej / Marynarka Wojenna Ukrainy |
| --- | ---------------------------------------------------------------------------- | ---------------------------------------------------------------------------- | ---------------------------------------------------------------------------- | ---------------------------------------------------------------------------- |
| Siemion Roszal | 266M                                                                         | 979                                                                          | 5. 09. 1970                                                                  | FB                                                                           |
| Kontr-admirał Pierszyn | 266M                                                                         | 903                                                                          | 30. 12. 1970                                                                 | FB → FOS                                                                     |
| Artillerist | 266M                                                                         | 906                                                                          | 10. 08. 1971                                                                 | FP                                                                           |
| Minier | 266M                                                                         | 907                                                                          | 30. 09. 1971                                                                 | FP                                                                           |
| Rulewoj | 266M                                                                         | 908                                                                          | 20. 10. 1971                                                                 | FCz                                                                          |
| Torpiedist | 266M                                                                         | 909                                                                          | 1972                                                                         | FP → OS-99                                                                   |
| Kontr-admirał Własow | 266M                                                                         | 910                                                                          | 30. 09. 1972                                                                 | FP                                                                           |
| Kontr-admirał Choroszchin | 266M                                                                         | 916                                                                          | 20. 10. 1973                                                                 | FB → FOS                                                                     |
| Rakietczyk | 266M                                                                         | 917                                                                          | 1. 12. 1972                                                                  | FP                                                                           |
| Signalszczik | 266M                                                                         | 918                                                                          | 10. 05. 1972                                                                 | FCz                                                                          |
| Dmitrij Łysow | 266M                                                                         | 919                                                                          | 18. 08. 1973                                                                 | FB                                                                           |
| Charkowskij Komsomolec | 266M                                                                         | 920                                                                          | 30. 11. 1973                                                                 | FCz → „Radist” → „Iwan Gołubiec”                                             |
| Komiendor | 266M                                                                         | 926                                                                          | 30. 06. 1974                                                                 | FP                                                                           |
| Diesantnik | 266M                                                                         | 927                                                                          | 10. 06. 1974                                                                 | FP                                                                           |
| Zienitczyk | 266M                                                                         | 928                                                                          | 10. 08. 1974                                                                 | FCz, dla Ukrainy w 1996 → „Żowti Wody”                                       |
| Nawodczyk | 266M                                                                         | 929                                                                          | 8. 11. 1974                                                                  | FCz, między 1982-1992: „Kurskij Komsomolec”, od 1994: „Kowrowiec”            |
| Pulemiotczyk | 266M                                                                         | 931                                                                          | 19. 06. 1975                                                                 | FP                                                                           |
| Turbinist | 266M                                                                         | 939                                                                          | 30. 12. 1975                                                                 | FCz                                                                          |
| Dizielist | 266M                                                                         | 940                                                                          | 15. 10. 1975                                                                 | FCz                                                                          |
| Maszynist | 266M                                                                         | 946                                                                          | 30. 12. 1975                                                                 | FP                                                                           |
| Motorist | 266M                                                                         | 947                                                                          | 30. 06. 1976                                                                 | FP                                                                           |
| Wsiewołod Wiszniewskij | 266M                                                                         | 948                                                                          | 30. 12. 1976                                                                 | FP → FCz                                                                     |
| Snajpier | 266M                                                                         | 949                                                                          | 30. 05. 1976                                                                 | FCz                                                                          |
| Razwiedczyk | 266M                                                                         | 950                                                                          | 18. 07. 1977                                                                 | FCz, dla Ukrainy w 1996 → „Czerkasy”                                         |
| Elektrik | 266M                                                                         | 951                                                                          | 30. 01. 1978                                                                 | FCz → „Wice-admirał Żukow”                                                   |
| Swiazist | 266M                                                                         | 952                                                                          | 10. 06. 1978                                                                 | FB                                                                           |
| Striełok | 266DM 02666                                                                  | 953                                                                          | 1980                                                                         | FCz, ukończony wg proj. 02666 jako okręt doświadczalny                       |
| Trał | 266M                                                                         | 66 (Ch)                                                                      | 30. 09. 1972                                                                 | FOS                                                                          |
| Parawan | 266M                                                                         | 67 (Ch)                                                                      | 31. 10. 1973                                                                 | FOS                                                                          |
| Jakor′ | 266M                                                                         | 68 (Ch)                                                                      | 11. 10. 1974                                                                 | FOS                                                                          |
| Zapał | 266M                                                                         | 69 (Ch)                                                                      | 28. 11. 1975                                                                 | FOS                                                                          |
| Zariad | 266M                                                                         | 70 (Ch)                                                                      | 30. 12. 1976                                                                 | FOS                                                                          |
| MT-264 | 266ME                                                                        | 872                                                                          | 1989                                                                         | FOS                                                                          |
| MT-265 | 266ME                                                                        | 873                                                                          | 1989                                                                         | FOS                                                                          |
| Walentin Pikul | 266ME                                                                        | 878                                                                          | 2001                                                                         | FP                                                                           |
| Wice-admirał Zacharjin | 02668                                                                        | 879                                                                          | 2009                                                                         | FCz                                                                          |
| * Wszystkie zbudowane przez Stocznię Średnio-Newską w Lenigradzie (Petersburgu), oprócz oznaczonych „Ch”, zbudowanych w Chabarowsku FB – Flota Bałtycka, FCz – Flota Czarnomorska, FOS – Flota Oceanu Spokojnego, FP – Flota Północna |                                                                              |                                                                              |                                                                              |                                                                              |
| Indyjska Marynarka Wojenna |                                                                              |                                                                              |                                                                              |                                                                              |
| Pondicherry (M61) | 266ME                                                                        |                                                                              | 2. 02. 2978                                                                  | [ 18 ]                                                                       |
| Porbandar (M62) | 266ME                                                                        |                                                                              | 19. 12. 1978                                                                 | [ 18 ]                                                                       |
| Bedi (M63) | 266ME                                                                        |                                                                              | 27. 04. 1979                                                                 | [ 18 ]                                                                       |
| Bhavnagar (M64) | 266ME                                                                        |                                                                              | 27. 04. 1979                                                                 | [ 18 ]                                                                       |
| Alleppey (M65) | 266ME                                                                        |                                                                              | 10. 06. 1980                                                                 | [ 18 ]                                                                       |
| Ratnagiri (M66) | 266ME                                                                        |                                                                              | 10. 06. 1980                                                                 | [ 18 ]                                                                       |
| Karwar (M67) | 266ME                                                                        |                                                                              | 14. 07. 1986                                                                 | [ 18 ]                                                                       |
| Cannanore (M68) | 266ME                                                                        |                                                                              | 17. 12. 1987                                                                 | [ 18 ]                                                                       |
| Cuddalore (M69) | 266ME                                                                        |                                                                              | 29. 10. 1987                                                                 | [ 18 ]                                                                       |
| Kakinada (M70) | 266ME                                                                        |                                                                              | 23. 12. 1986                                                                 | [ 18 ]                                                                       |
| Kozhikode (M71) | 266ME                                                                        |                                                                              | 19. 12. 1988                                                                 | [ 18 ]                                                                       |
| Konkan (M72) | 266ME                                                                        |                                                                              | 8. 10. 1988                                                                  | [ 18 ]                                                                       |
| Libia |                                                                              |                                                                              |                                                                              |                                                                              |
| Al Isar (111) | 266ME                                                                        |                                                                              | 02. 1981                                                                     | ex „Ras el Gelais”                                                           |
| Al Tiyar (113) | 266ME                                                                        |                                                                              | 02. 1981                                                                     | ex „Ras Hadad”                                                               |
| Ras al Hamman (115) | 266ME                                                                        |                                                                              | 02. 1983                                                                     | [ 19 ]                                                                       |
| Ras al Fulaijah (117) | 266ME                                                                        |                                                                              | 02. 1983                                                                     | [ 19 ]                                                                       |
| Ras al Qula (119) | 266ME                                                                        |                                                                              | 08. 1983                                                                     | [ 19 ]                                                                       |
| Ras al Madwar (121) | 266ME                                                                        |                                                                              | 01. 1984                                                                     | [ 19 ]                                                                       |
| Ras al Massad (123) | 266ME                                                                        |                                                                              | 01. 1985                                                                     | [ 19 ]                                                                       |
| Ras al Hani (125) | 266ME                                                                        |                                                                              | 10. 1986                                                                     | [ 19 ]                                                                       |
| Syria |                                                                              |                                                                              |                                                                              |                                                                              |
| 642 | 266M                                                                         |                                                                              | 26. 1. 1985                                                                  | przekształcony w korwetę, następnie okręt badawczy                           |
| Jemen |                                                                              |                                                                              |                                                                              |                                                                              |
| 201 | 266ME                                                                        |                                                                              | 02. 1991                                                                     | [ 22 ] [ 23 ]                                                                |
| Etiopia |                                                                              |                                                                              |                                                                              |                                                                              |
| ? | 266ME                                                                        |                                                                              | 10. 1991                                                                     | internowany w Jemenie w 1992                                                 |

Inne źródła podają dodatkowo nazwy lub oznaczenia trałowców w służbie radzieckiej, wszystkie Floty Północnej (być może tymczasowe przed eksportem): proj. 266: „Dalnomierszczik”,  proj. 266ME: MT-303, MT-417, MT-418, MT-461, MT-463 (po 1990 MT-749), MT-712, „Marsowyj”, oraz proj. 266 „Mina” (przekazany w maju 1980 do Wietnamu).

## Służba

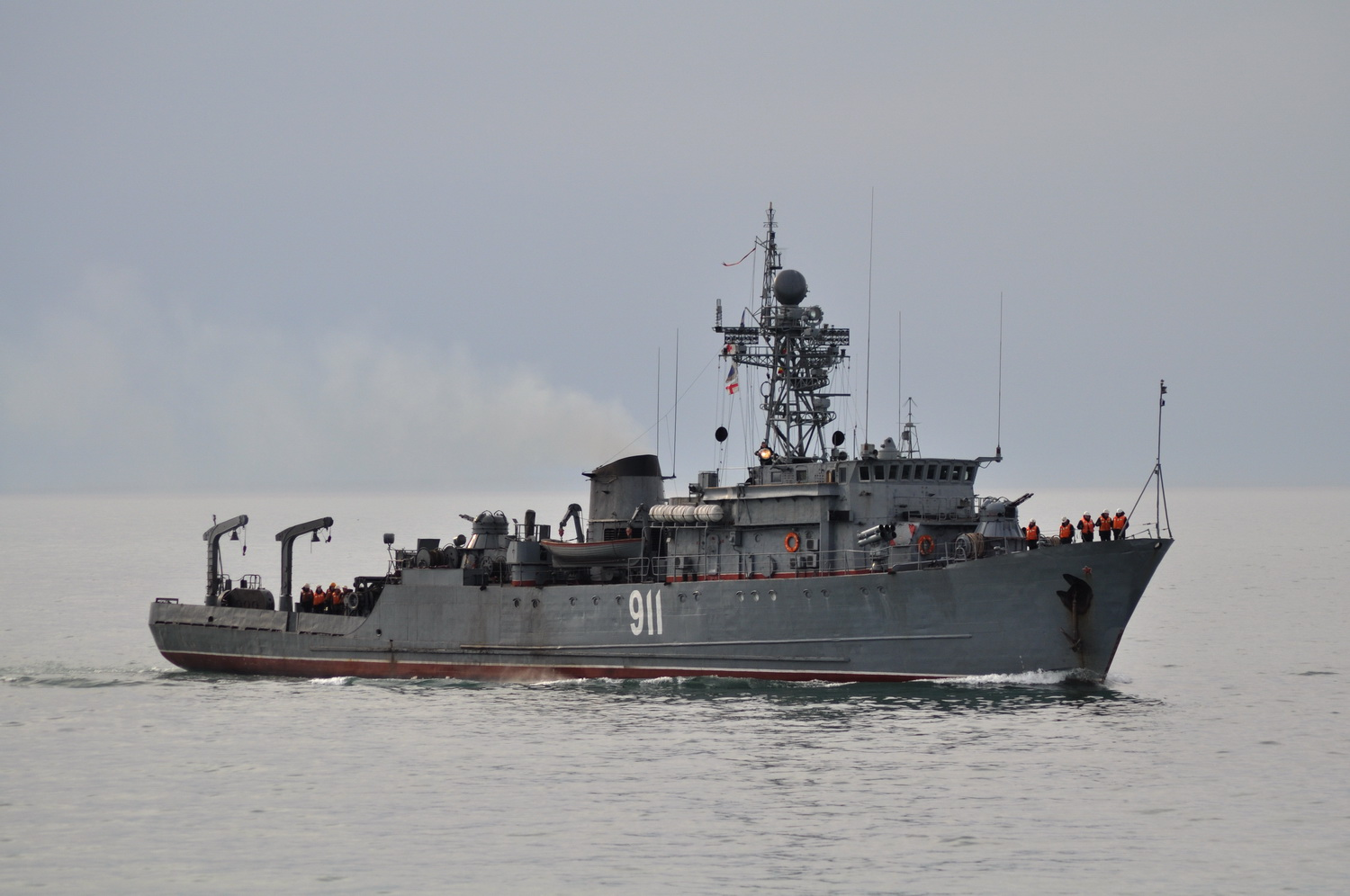
„Iwan Gołubiec” w 2017

W 2016 roku w skład marynarki wojennej Rosji wchodziło nadal 10 trałowców proj. 266M/ME/02668: „Komiendor” (nr burtowy 806), „Maszynist” (855) we Flocie Północnej, MT-264 (738), MT-265 (718) we Flocie Oceanu Spokojnego, „Wiceadmirał Żukow” (909), „Iwan Gołubiec” (911), „Turbinist” (912), „Kowrowiec” (913), „Walentin Pikul” (770), „Wice-admirał Zacharjin” we Flocie Czarnomorskiej.